# Stadion ve Sportovní ulici
Het Stadion ve Sportovní ulici (Nederlands: Stadion aan de Sportstraat) is een voetbalstadion in de Moravische stad Prostějov. Het stadion was van 1931 tot 2003 de thuishaven van de voetbalclub 1. SK Prostějov. De officiële capaciteit van het stadion is 7500 plaatsen, waarvan 550 zitplaatsen. Het stadion is gelegen aan de Sportovní (Sportstraat), waarnaar het vernoemd is, en ligt naast het riviertje de Hloučela.

## Geschiedenis
Het Stadion ve Sportovní ulici is in 1931 geopend als stadion voor 1. SK Prostějov nadat die club haar oorspronkelijke veld Za Kollárovou ulicí (Achter de Kollárstraat) kwijt was geraakt. Sindsdien heeft het stadion meerdere reconstructies ondergaan. Zo was het stadion in de jaren '50 van een hek om het veld voorzien en kreeg het aan het eind van de jaren '60 nieuwe tribunes. Tijdens het Europees kampioenschap voetbal onder 16 - 1999 werden enkele wedstrijden hier gespeeld. Sinds 2000 waren er plannen om het stadion verder te moderniseren, maar vanwege geldgebrek is het hier nooit van gekomen. De club werd gedwongen vanwege de slechte staat van het stadion gedwongen te verhuizen naar Stadion Za Místním nádražím. In 2004 werd het restaurant in het stadion gesloten omdat in het hele sportcomplex de stroom was afgesloten. De 60e jaargang van de Velké ceny města Prostějov (Grote prijs van de stad Prostějov), een atletiekwedstrijd, was in 2006 het laatste evenement gehouden in het stadion.
Andrův stadion (SK Sigma Olomouc) ·
Ďolíček (Bohemians Praag 1905) ·
Fotbalový stadion Střelecký ostrov (SK Dynamo České Budějovice) ·
Letní stadion (FK Pardubice) ·
Malšovická aréna (FC Hradec Králové) ·
Městský stadion (MFK Karviná) ·
Městský stadion (FK Mladá Boleslav) ·
Městský stadion v Ostravě-Vítkovicích (FC Baník Ostrava) ·
Městský fotbalový stadion Miroslava Valenty (1. FC Slovácko) ·
Na Julisce (FK Dukla Praag) ·
Stadion Na Stínadlech (FK Teplice) ·
Fortuna arena (SK Slavia Praag) ·
Stadion města Plzně (FC Viktoria Pilsen) ·
Stadion Sparty na Letné (AC Sparta Praag) ·
Stadion Střelnice (FK Jablonec) ·
Stadion u Nisy (FC Slovan Liberec)
Andrův stadion (SK Sigma Olomouc „B“) ·
Letná (FC Zlín) ·
Městský fotbalový stadion Srbská (FC Zbrojovka Brno) ·
Městský stadion (Slezský FC Opava) ·
Městský stadion v Kotlině (FK Varnsdorf) ·
Městský stadion v Ostravě-Vítkovicích (FC Baník Ostrava „B“) ·
Hřiště v Kvapilově ulici (FC Silon Táborsko) ·
Sportovní areál Drnovice (MFK Vyškov) ·
Sportovní areál Na Chvalech (SK Slavia Praag "B") ·
Stadion FK Viktoria Žižkov (FK Viktoria Žižkov / AC Sparta Praag „B“) · 
Stadion SK Líšeň (SK Líšeň 2019) ·
Stadion v Jiráskově ulici (FC Vysočina Jihlava) ·
Stadion v Kollárově ulici (FC Sellier & Bellot Vlašim) ·
Stadion Za Místním nádražím (1. SK Prostějov) ·
Stadion Za Vodojemem (MFK Chrudim) ·
Stadion Evžena Rošického · Strahovstadion